# 速川明子
速川 明子（はやかわ あきこ、1966年2月6日 - ）は、日本の元女優。本名同じ。

## 来歴・人物
東京都練馬区出身。兄がいる。東京都立鷺宮高等学校卒業。劇団に在籍していた1982年、「第7回ホリプロタレントスカウトキャラバン」に劇団の友人と応募したことが芸能界入りのきっかけとなる。芸能活動当初は、CFモデルなどで活動していたが、ミュージカル作品に端役で出演した際に演出の藤城清治にその資質を見いだされ、以後彼の演出のミュージカルに主役として数本出演。1986年、知人の紹介で劇団青年座入団。その後活動をテレビドラマ中心にシフトした。

## 出演歴

### テレビドラマ
- 澪つくし（1985年、NHK） - 早苗 役
- アリエスの乙女たち 1-10話（1987年、CX/大映テレビ） - 東涼子 役
- 秋のシナリオ（1987年、NTV）
- 長七郎江戸日記（1988年-1989年、NTV/ユニオン映画） - お光 役
- 魔法少女ちゅうかなぱいぱい! 第7話「七色の恐竜」 （1989年、CX/東映） - 先生 役
- FROZEN NIGHT　凍てつく真夏の夜 「私だけのあなた」（1989年、CX）
- さかなでバーのクリスマス （1989年、CX/東映）
- 樅ノ木は残った （1990年、NTV/ユニオン映画）
- 暴れん坊将軍IIIスペシャル 「激闘！大坂城　吉宗に挑む豊臣一族！」 （1990年、ANB/東映） - お律 役
- 予備校ブギ 第1話「恋の第一志望」・第4話「恋の試験に範囲はありません」・第12話「合格発表」（1990年、TBS） - 上条恵理子
- 西村京太郎サスペンス「脅迫者」（1990年、KTV/ユニオン映画）
- 将軍家光忍び旅 第14話「浜松、女郎の仇討ち」 （1991年、ANB/東映） - お小夜
- あばれ八州御用旅 （TX/ユニオン映画）
  - 第2シリーズ第1話「対決！白頭巾vs黒爪根来衆」 - お絹
  - 第2シリーズ第14話「炎の地獄に見た人情」 - お市
  - 第3シリーズ第10話 「呪いの伝説 隠し銅山の罠」 - お里
- TV-DOS / カナリアホテル508 「第一章 あなたと私と夜の薔薇」 （1991年 / KTV） - 丸山理恵
- 月曜ドラマスペシャル/「火の玉婦長さん物語」（1991年、TBS）
- さくら家の人びと（1992年、NHK）
- 闇を斬る!大江戸犯科帳 第15話「故郷からの恋文」 （1993年、NTV/ユニオン映画） - おふみ
- 十時半睡事件帖 第12話「千本旗」 （1994年、NHK） - 光
- 月曜ドラマスペシャル/「湯けむり仲居純情日記4」（1994年、TBS/スター・プロジェクト）

#### その他
- マジカル頭脳パワー!! / マジカルミステリー劇場（1990年-1992年、NTV） - 中谷夏子 役
- 10月は人気番組でSHOW by ショーバイ世界まる見えマジカルで笑ってヨロシク「マジカルミステリー劇場」（1991年、NTV） - 中谷夏子 役
- 鎌倉恋愛委員会 「別れ上手・技あり」（1991年、TBS）

### 映画
- 不可思議物語　FANTASTIC　COLLECTION 第7話「波に消える」（1988年、パル企画）

### 舞台
- ミュージカル シルエット・ファンタジー ひみつの花園（1983年8月3日-16日、銀座博品館劇場、藤城清治演出） - 女中
- 影絵ミュージカル・ひみつの花園（1983年12月9日-27日、三越ロイヤルシアター / 1992年、藤城清治演出） - メアリー[2]
- 愛の妖精（1984年、藤城清治演出） - ファデット
- ビロクシー・ブルース（1987年2月4日-28日、PARCO劇場 / 青井陽治演出） - デイジー
- 夢みた夢子（1993年9月9日-14日、下北沢本多劇場 / 岡部耕大演出）
- 椿姫（1995年6月5日-30日、PARCO劇場 / 1995年7月5日-9日、近鉄劇場 / 宮本亜門演出） - イベット
- ピーターパン（1996年3月28日-4月14日、青山劇場ほか / 加藤直演出） - ウィリー

### CM
- ライオン - Ban（1983年）[5]
- 不二家（1983年）[5]

### EXTRA
- 夜のヒットスタジオDELUXE（フジテレビ） ※1987年9月23日放送分にて、「アリエスの乙女たち」の共演者たちと共に南野陽子の応援で出演。
- '88秋のスペシャル! NTV番組対抗クイズ オールスターテレビ35年すべて見せます（日本テレビ） ※「長七郎江戸日記」チームの解答者の一人で出演。